# Dichromodes leptogramma
Dichromodes leptogramma är en fjärilsart som beskrevs av Turner 1930. Dichromodes leptogramma ingår i släktet Dichromodes och familjen mätare. Inga underarter finns listade i Catalogue of Life.